# Stilb
Das Stilb (sb) ist eine veraltete Einheit der Leuchtdichte nicht selbstleuchtender Körper und gilt seit dem 1. Januar 1978 nicht mehr als offizielle Maßeinheit.
Das Wort leitet sich ab von altgriechisch στίλβειν stilbein („glänzen“) und wurde um 1920 durch André-Eugène Blondel geprägt. Während der nordamerikanische Raum bildhaftere Begriffe wie „Kerzen pro Quadratmeter“ bevorzugte, blieb das Stilb in Europa bis in die 1940er Jahre in Gebrauch.

## Definition
Das Stilb entspricht – bis auf einen Faktor – der SI-Einheit cd/m²:
{\displaystyle 1\;\mathrm {sb} =1\;\mathrm {\frac {cd}{cm^{2}}} =10^{4}\;\mathrm {\frac {cd}{m^{2}}} \,}.

## Weitere Konvertierungen
Als Untereinheit für selbstleuchtende Körper galt das Apostilb:
{\displaystyle 1\ \mathrm {asb} =\mathrm {{\frac {1}{\pi }}{\frac {cd}{m^{2}}}} =\mathrm {{\frac {10^{-4}}{\pi }}\ sb\,} }.